# Steve Gregg
Steven „Steve“ Garrett Gregg (* 3. November 1955 in Wilmington, Delaware; † 11. September 2024 in Charleston, South Carolina) war ein Schwimmer aus den Vereinigten Staaten, der eine olympische Silbermedaille im Schmetterlingsschwimmen gewann. Bei Weltmeisterschaften erschwamm er zwei Silbermedaillen, bei Panamerikanischen Spielen eine Silbermedaille.

## Karriere
Der 1,93 Meter große Steve Gregg erreichte bei den ersten Weltmeisterschaften 1973 in Belgrad das Finale über 200 Meter Schmetterling und belegte den zweiten Platz hinter seinem Landsmann Robin Backhaus, wobei Gregg 0,26 Sekunden Rückstand hatte. Zwei Jahre später schlug Gregg auch bei den Panamerikanischen Spielen 1975 in Mexiko-Stadt als Zweiter über 200 Meter Schmetterling an. Diesmal hatte er 0,64 Sekunden Rückstand auf seinen Landsmann Greg Jagenburg.
1976 siegte Gregg über 100 Meter Schmetterling bei den Hallenmeisterschaften der Amateur Athletic Union. Im Sommer wurde er Meister der National Collegiate Athletic Association auf der langen Schmetterlingsstrecke. Bei den Olympischen Spielen 1976 in Montreal traten über 200 Meter Schmetterling Michael Bruner, Bill Forrester und Steve Gregg für die Vereinigten Staaten an. Steve Gregg war Vorlaufschnellster vor dem Weltrekordhalter Roger Pyttel aus der DDR. Im Endlauf unterboten sowohl Olympiasieger Bruner als auch Gregg den Weltrekord, Forrester erkämpfte die Bronzemedaille vor Pyttel. Zwei Jahre später trafen bei den Weltmeisterschaften 1978 in West-Berlin einige Schwimmer aus dem Olympiafinale erneut aufeinander. Bruner gewann den Weltmeistertitel vor Gregg und Pyttel.
Steve Gregg studierte an der North Carolina State University. Er wechselte dann nach Kalifornien und schwamm dort für den Southern California Aquatic Club. Er machte seinen Ph. D. an der University of California, Berkeley in Biochemie und Physiologie. Steve Gregg zog später mit seiner Familie nach Chicago. Er war auch als Altersklassensportler erfolgreich.
Steve Gregg starb am 11. September 2024 im Alter von 68 Jahren zu Hause in Charleston, South Carolina.